# Hôtel Le Charron
L'hôtel Le Charron ou hôtel de Vitry est un hôtel particulier situé sur l'île Saint-Louis à Paris, en France.

## Localisation
L'hôtel est situé dans le 4e arrondissement de Paris, sur la rive nord de l'île Saint-Louis, au 13-15 quai de Bourbon.

## Historique

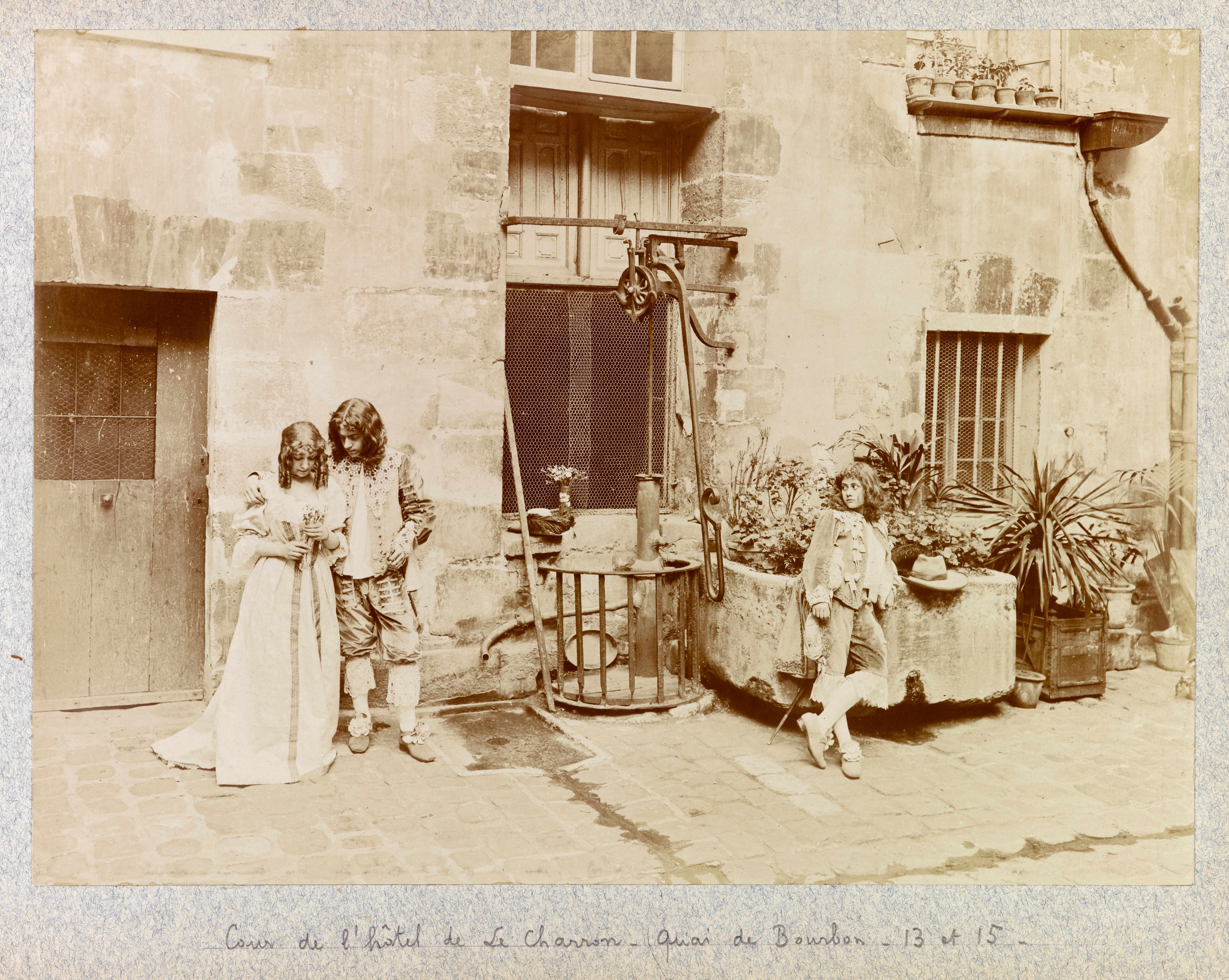
Un puits se situe dans la cour de l'hôtel. Il est aujourd'hui asséché mais reste l'un des rares encore visibles sur l'île Saint-Louis.

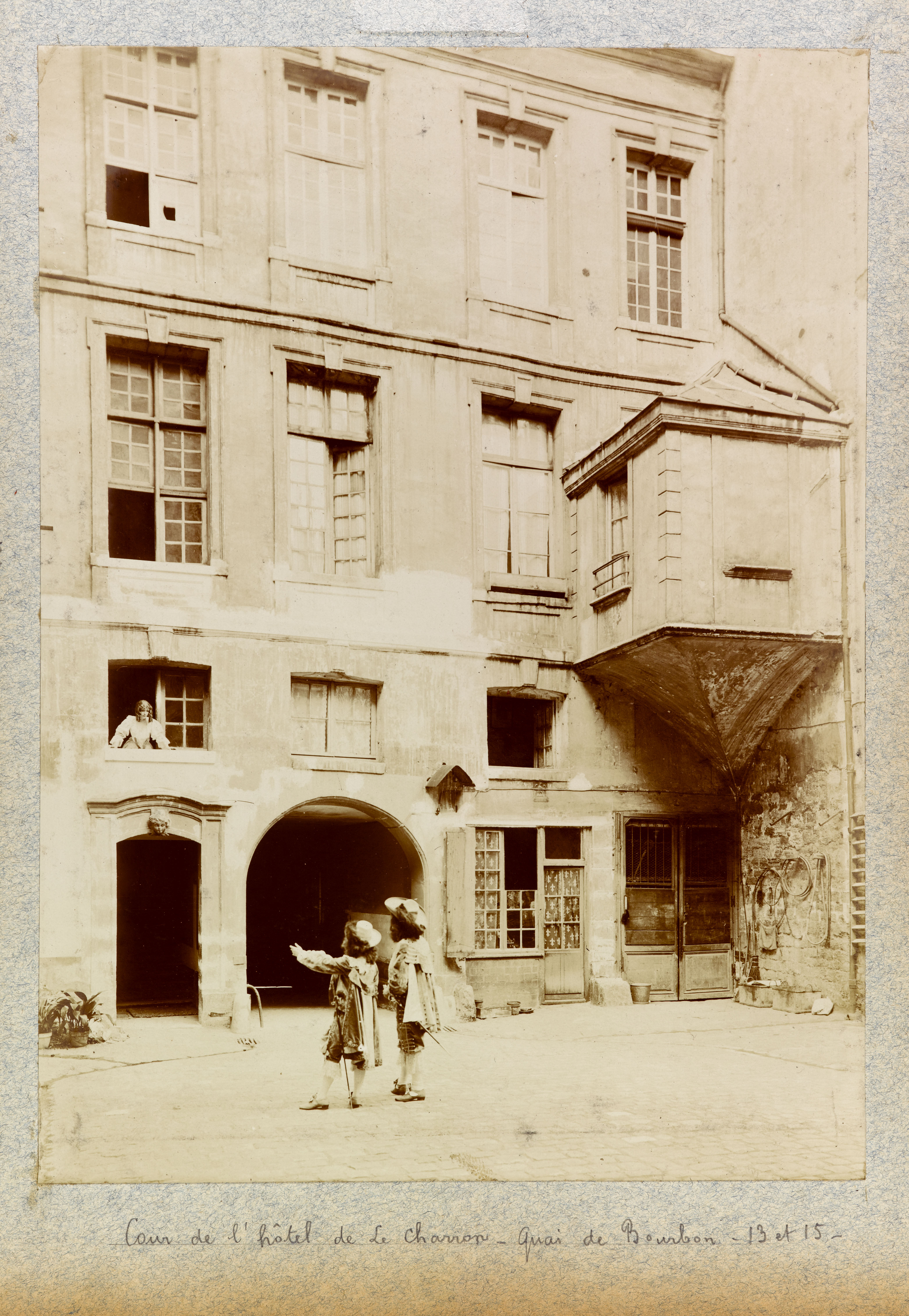
La cour de l'hôtel photographiée et « mise en scène » par les frères Séeberger en 1906 en réponse à un concours de la ville de Paris dont les thèmes étaient « Le Marais » et « L'île Saint-Louis ».

L'hôtel est construit entre 1637 et 1640 par l'architecte français Sébastien Bruand pour le compte de Jean Charron, intendant des Finances. À partir de 1912, il abrite l'atelier du sculpteur belge Yvonne Serruys et de son époux, l'écrivain français Pierre Mille. Le peintre Émile Bernard y meurt en 1941. Haroun Tazieff y habita jusqu'à sa mort.
L'édifice est inscrit au titre des monuments historiques en 1988.

Plaques commémoratives
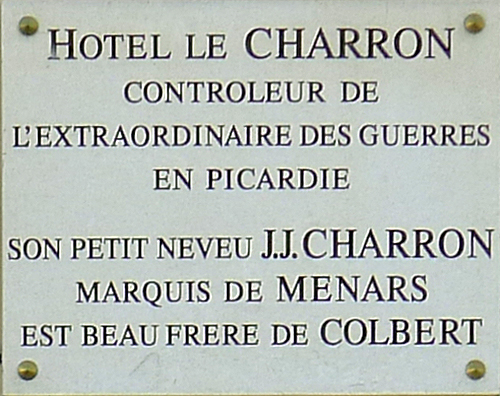
Hôtel et famille « Le Charron ».
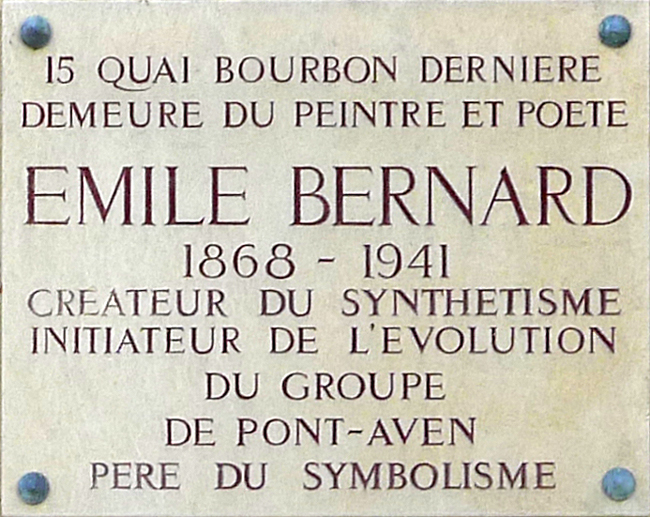
Émile Bernard.